# Hans Jouta
Hans Jouta (Holwerd, 10 december 1966) is een Nederlandse beeldhouwer.

## Leven en werk
Jouta volgde een opleiding aan Academie Minerva in Groningen. Hij voert zijn beelden uit in metaal, vooral in brons. Hij groeide op aan de Waddenkust en beschouwt het landschap als een inspiratiebron. Dieren zijn een terugkerend thema in zijn werk. Jouta woont en werkt in Ferwerd.

## Werken (selectie)
- De Wardiaan (1995), Ferwerd
- Nienke van Hichtum (1997), Nes
- Monument van de tijd (2000), Ferwerd
- Monument voor Marianne Vaatstra (2004), Zwaagwesteinde
- Sint-Nicolaas (2006), Blija
- Hotze Schuil (2006), Harlingen
- Wjirmdolster of Pierendolster (2006), Wierum
- De Vissersvrouw / De Fiskersfrou (2008), Moddergat
- Bobby Haarms, De goede beul (2011), Amsterdam
- Marathonriders (2013), Eernewoude
- Viglius van Aytta (2018), Leeuwarden
- Kunstwerk fietselfstedentocht(2018), Bolsward[2]
- Maarten van der Weijden (2019), Birdaard
- Standbeeld van Johan Cruijff (2020), Amsterdam